# Benvenida Abrabanel
Benvenida Abrabanel ( hebreo : בנבנידה אברבנאל), también escrita como Benvenida Abravanel, (Portugal, 1473-s.XVI) fue una filántropa y banquera sefardí.

## Trayectoria
Benvenida nació en una prominente familia judía española. Hija de Jacob Abravanel (muerto en 1528), hermano de Isaac Abravanel, su fecha y lugar de nacimiento siguen siendo inciertos. Recibió una educación tanto en temas judíos como seculares. 
Se casó con su primo hermano Samuel Abravanel, el hijo menor de Isaac Abravanel. Tras la expulsión española de los judíos en 1492, la familia Abravanel emigró a Nápoles. En Nápoles, Abrabanel se convirtió en la tutora de Leonor de Toledo, hija del virrey español de Nápoles, con quien mantendría una estrecha amistad más tarde en su vida, después del matrimonio de Leonor con Cosme I de' Medici. Mientras tanto, el marido de Benvenida, sirvió como asesor financiero del padre de Leonor, el virrey Don Pedro.
Tuvo varios hijos, entre ellos tres varones, Jacob, Judah e Isaac, y tres hijas, dos de las cuales se llamaron Gioia y Letizia. También crio a un hijo ilegítimo de Samuel.
Entre 1524 y 1525, Benvenida se convirtió en partidaria y mecenas del místico y falso mesías David Reubeni, a quien envió dinero y un estandarte de seda bordado con los Diez Mandamientos. Rubén,en su diario de viaje, menciona a Benevenida con elogios, afirmando que ayunaba diariamente, rescataba a mil cautivos y era conocida por su caridad. También fue una mecenas de las becas, donaba dinero para apoyar la impresión de libros y proveer para los estudiantes.
En 1533, el emperador del Sacro Imperio Romano Germánico Carlos V declaró la expulsión de los judíos de Nápoles. Benvenida, acompañada de varias princesas, presentó una petición contra esa medida al Emperador, lo que provocó que la orden se aplazara diez años. Sin embargo, en 1540 el Emperador emitió un edicto obligando a los judíos a llevar una insignia judía. Después de esto, en 1541 Benvenida y su familia abandonaron Nápoles y se establecieron en Ferrara por invitación de Ercole II. En Ferrara, es posible que se cruzara con otra poderosa mujer judía sefardí, Gracia Nasí, alias «La Senyora».
Samuel murió en Ferrara en 1547, y en su testamento hizo a Benvenida heredera de todos sus bienes, exceptuando a las sumas reservadas como regalos para sus hijos, incluidos los regalos con motivo de sus matrimonios, con la condición de que Benvenida los aprobara. Su hijo ilegítimo impugnó el testamento, argumentando que una mujer no podía ser heredera bajo la ley judía, lo que condujo a un importante debate rabínico sobre el derecho de Benvenida a heredar en 1550-51. En uno de los pocos puntos del registro histórico donde se atribuye directamente el lenguaje a Benvenida, ella respondió para defender sus derechos. Finalmente, Benvenida se hizo cargo de los negocios de Samuel y recibió permiso para abrir cinco bancos en el Ducado de Florencia.
Muchas fuentes dan como fecha de muerte 1560, pero puede que según algunas otras estuviera aún viva en la década de 1560. 